# Тоннель краковского скоростного трамвая
Тоннель краковского скоростного трамвая (пол. Tunel Krakowskiego Szybkiego Tramwaju) — подземный участок трамвайной системы в городе Кракове в Польше. Соединяет круговой перекрёсток Рондо Могильске (польск. Rondo Mogilskie) с улицей Павя (ul. Pawia).
Строительство тоннеля с долгими перерывами длилось в общей сложности 34 года. Открытие состоялось 11 декабря 2008 года.

## Станции
В тоннеле расположены две подземные станции: Dworzec Główny Tunel и Politechnika. Обе станции оборудованы лифтами.

### Двожец Глувны Тунель
Станция находится под железнодорожным вокзалом Краков-Главный. Платформы берегового типа. Длина платформ — 55 м, ширина станции — 15 м. Выходы со станции:
- восточный на ул. Вита Ствоша, к автобусному вокзалу и остановке городских автобусов Dworzec Główny Wschód
- западный на ул. Павя, к торговому центру Galeria Krakowska.

### Политехника
Станция получила название по находящемуся поблизости Краковскому политехническому университету. Расположена на перекрёстке улиц Павя, Шляк и Св. Рафала Калиновскего. Станция двухуровневая, верхний уровень служит также подземным переходом под ул. Павя. Платформы берегового типа, длина — 55 м. Выходы расположены с обеих сторон ул. Павя.